# Corobicí
El corobicí, també anomenat corobisi, corbesi, cueresa o rama de rio Zapote, fou una llengua ameríndia de la família txibtxa, relacionada amb el rama parlat a Nicaragua, i que s'havia parlat pels corobisís del golf de Nicoya, a les províncies de Puntarenas i Guanacaste (Costa Rica).